# Guanoalca
Guanoalca or Huenualca (... – 1590) fu un toqui Mapuche eletto nel 1586, in seguito alla morte in battaglia di Cadeguala, ucciso nel 1586 durante un duello col comandante della guarnigione del forte spagnolo di Purén.

## Biografia
Riprese l'assedio al forte, e lo distrusse dopo aver costretto gli spagnoli ad abbandonarlo.
Si diresse poi contro il forte appena costruito sulle alture di Marihueñu, ma trovando difficoltoso l'attacco si ritirò. Attaccò poi il neonato forte di Espíritu Santo, nella valle del Catirai, dove il Tavolevo si unisce al Bío Bío, ed il forte di Santísima Trinidad sulla riva opposta. Il governatore Alonso de Sotomayor fece evacuare Trinidad nel 1591.  
Mentre il toqui si trovava a sud nei pressi di Villa Rica, il capo donna Janequeo guidò i guerrieri Mapuche e Pehuenche contro gli spagnoli. 
Il vecchio toqui Guanoalca morì alla fine del 1590, e nel 1591 Quintuguenu ne divenne il successore.